# گاراژ (فیلم)
گاراژ (انگلیسی: Garage) یک فیلم در ژانر کمدی-درام به کارگردانی لنی آبراهامسون است که در سال ۲۰۰۷ منتشر شد.

## بازیگران
از بازیگران آن می‌توان به افراد زیر اشاره کرد.
- Pat Shortt در نقش Josie
- آن-ماری داف در نقش Carmel
- Conor J. Ryan در نقش David
- John Keogh در نقش Mr. Gallagher
- Tommy Fitzgerald در نقش Declan